# Coelogenia longipes
Coelogenia longipes är en skalbaggsart som beskrevs av Decelle 1979. Coelogenia longipes ingår i släktet Coelogenia och familjen Melolonthidae. Inga underarter finns listade i Catalogue of Life.